# Eiterfeld
Eiterfeld és un municipi situat al land de Hessen a la República Federal d'Alemanya amb 7468 habitants.